# Château de Brünninghausen

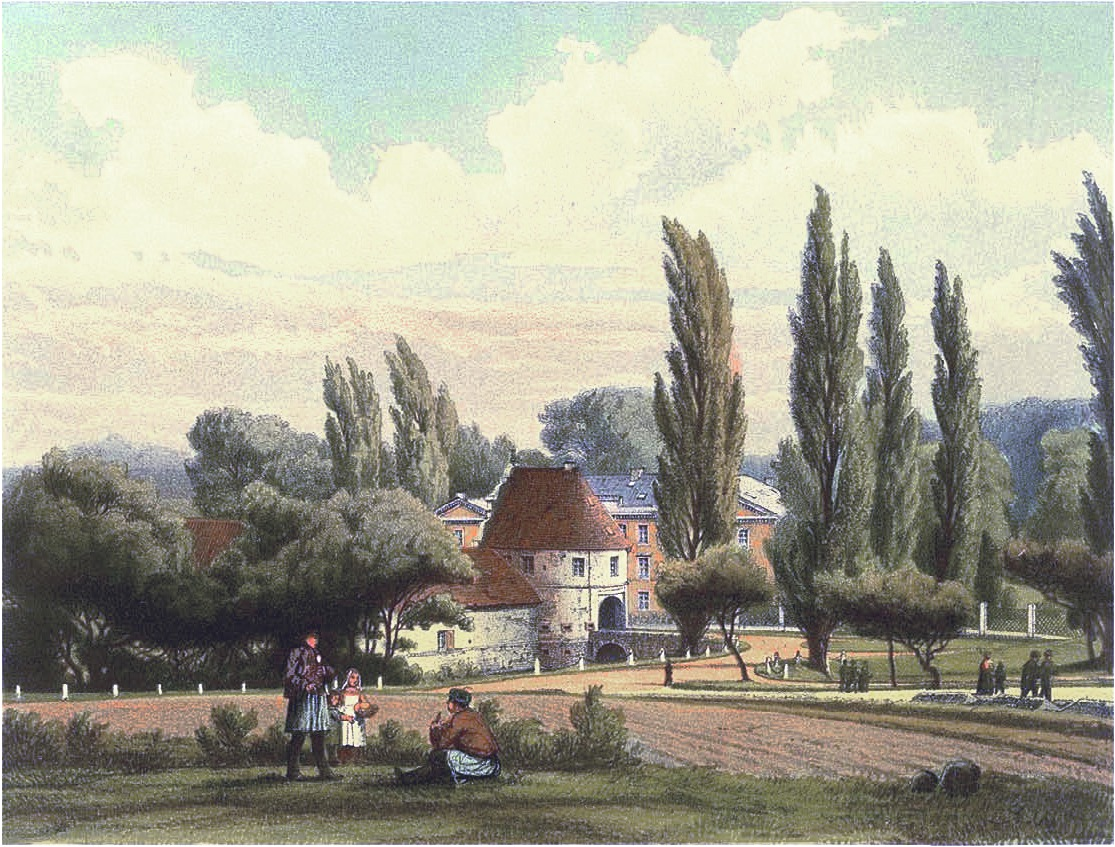
Vue historique du château de Brünninghausen, collection Alexander Duncker

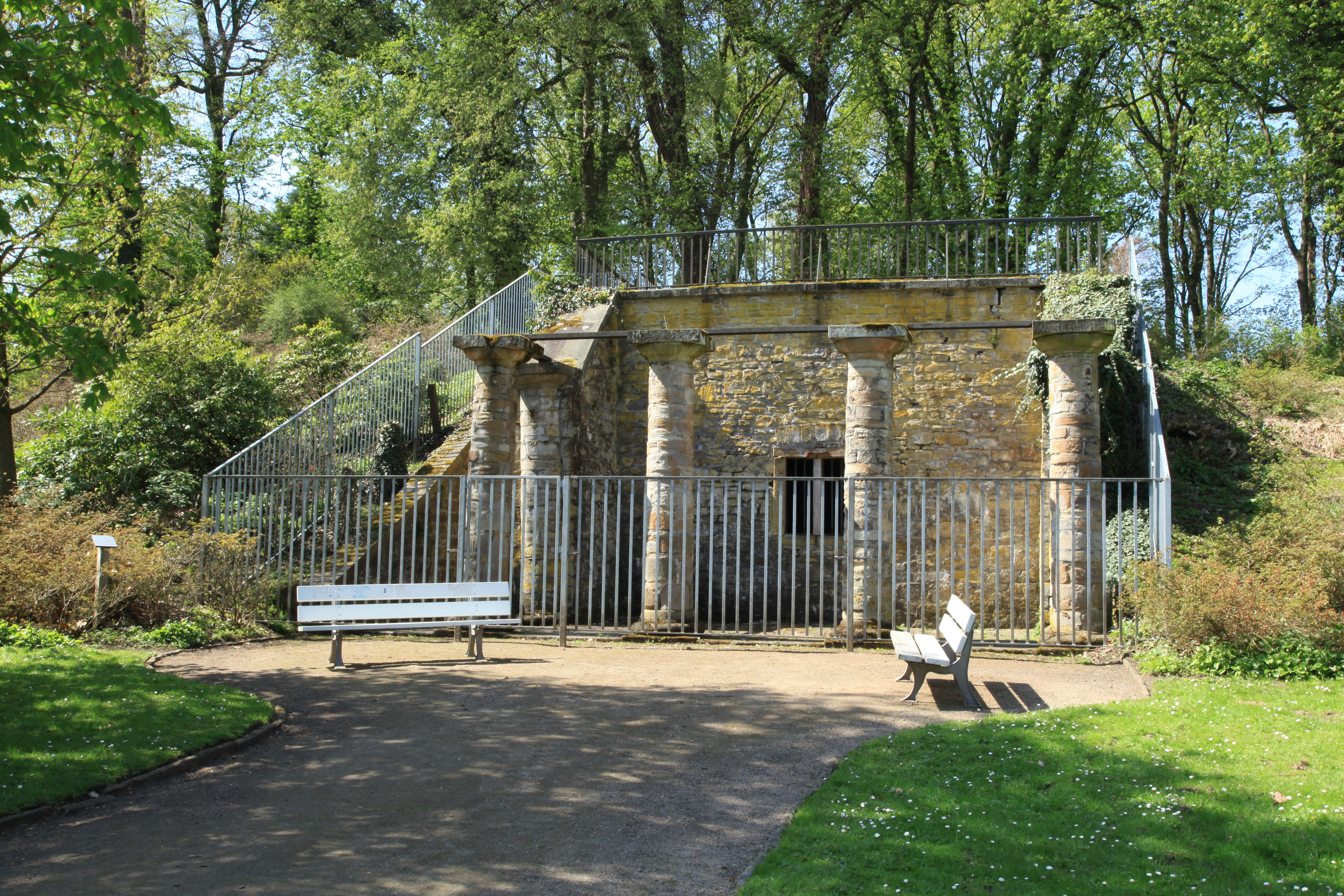
La cave à glace sécurisée en raison du risque d'effondrement

Le château de Brünninghausen est un château à douves à Dortmund. Au XIIIe siècle, la propriété appartient aux seigneurs de Brünninghausen (de).

## Histoire

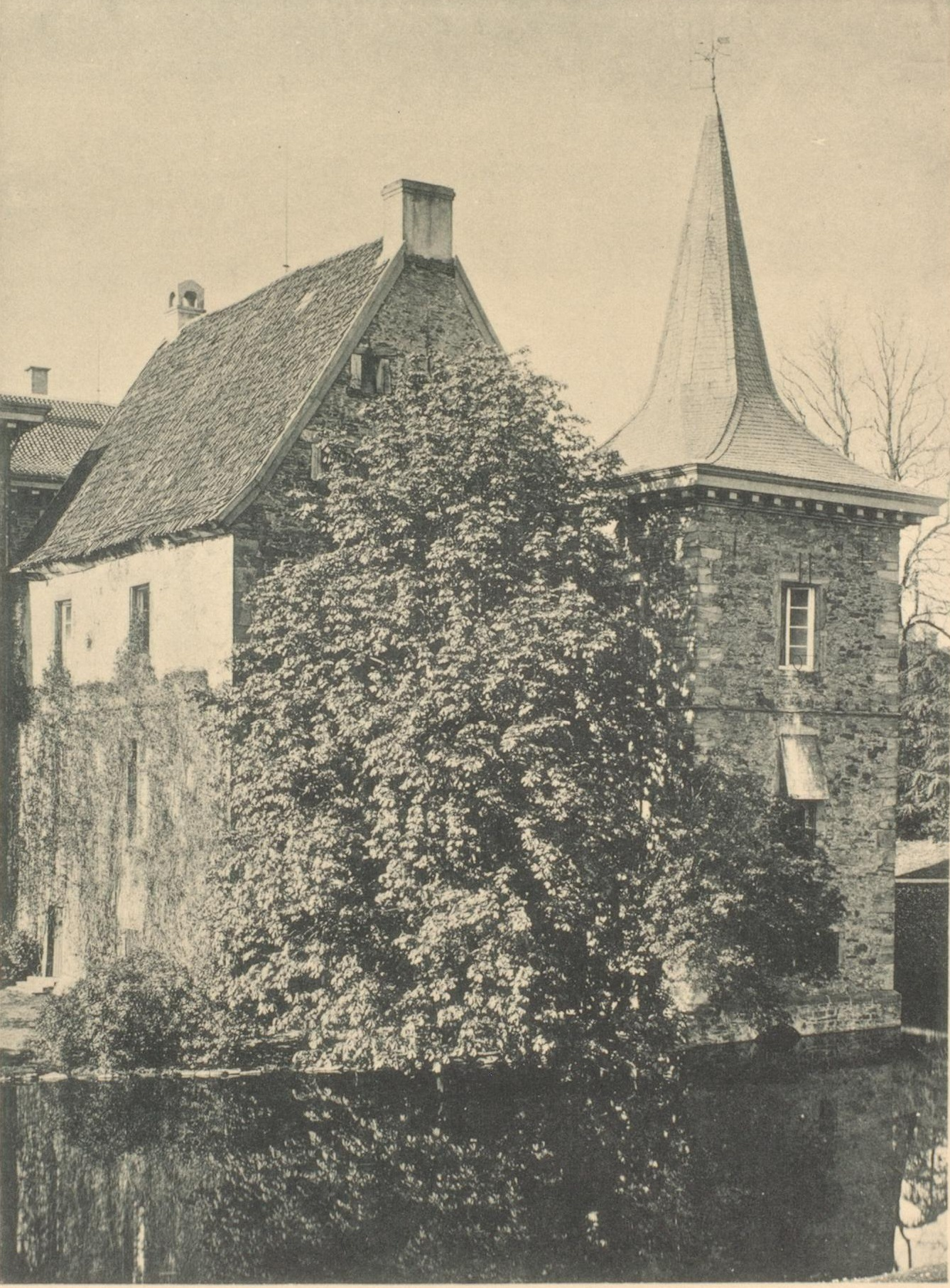
La partie ancienne du château de Brünninghausen vers 1890

En 1300, la famille Nordkerke fait construire un château d'eau. Dietrich Notkerke, descendant de la famille von Brünninghausen, quitte le vieux village au XIVe siècle et choisit cet endroit comme résidence. Outre le château proprement dit, la propriété comprend de nombreux cottages et fermes à Barop, Hacheney, Wellinghofen, Kleinholthausen et Lücklemberg font partie de la propriété. Le château de Brünninghausen possède également de vastes propriétés forestières sur le versant nord des monts Ardey (de).
Par mariage en 1483, la propriété devient la possession d'une branche de la famille Rodenberg, qui s'appelle plus tard von Romberg. Entre 1560 et 1571, Conrad von Romberg remplace le château délabré entouré de douves par un nouveau complexe, chacun doté d'une tour aux angles nord-ouest et sud-est. En 1681, Conrad Philipp von Romberg (de) fait rénover le château et construire la guérite.
Au XIXe siècle, les Romberg possèdent de nombreuses mines dans la région de la Ruhr. Entre 1820 et 1830, Gisbert Christian Friedrich von Romberg peut réaliser une vaste transformation de l'ancien complexe du château en un château classique après avoir acquis richesse et influence politique, notamment grâce à l'implication de la famille dans l'exploitation minière. L'ancien château est probablement intégré au complexe du palais. Le château comprend un parc de château conçu dans le style d'un jardin paysager anglais, l'actuel parc Romberg (de). Le château de Brünnighausen devient la résidence du bon vivant baron Gisbert II von Romberg (de) (1839-1897), considéré comme le modèle du personnage fictif de Tollen Bomberg (de). Il est jugé par des membres de sa famille pour ivresse et extravagance. Pendant la guerre franco-prussienne de 1870/71, un hôpital pour blessés de guerre est créé à Brünninghausen.
Christoph Ernst Friedrich von Forcade de Biaix (de) (1821-1891) acquit le domaine en 1873 avec son épouse Isabella baronne von Romberg (1836-1909), où il meurt le 18 juillet 1891. Clemens von Romberg-Brünninghausen (1863-1923) déménage au château de Buldern (de) à Buldern, en Westphalie, en 1904. La maison est ensuite vide et à vendre. La ville de Dortmund le rachète en 1927 à Gisbert III von Romberg (1888-1952). Pendant la Seconde Guerre mondiale, le château est détruit lors d'un bombardement du site de Hoesch (de) en 1945. Les douves sont remplies de gravats, tandis que les pierres des murs du château sont utilisées dans le zoo.

## Découvertes architecturales

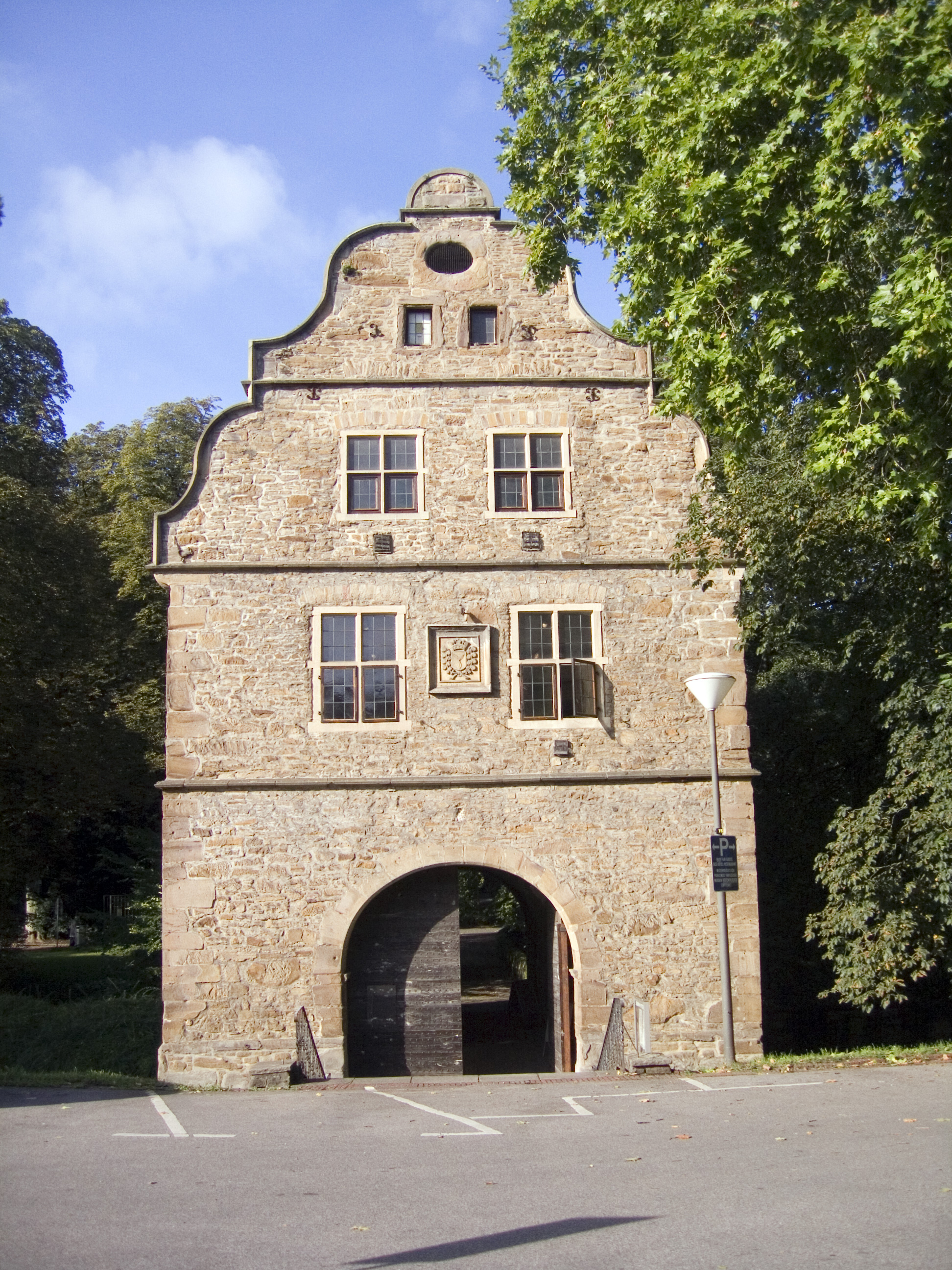
Façade de la guérite aujourd'hui

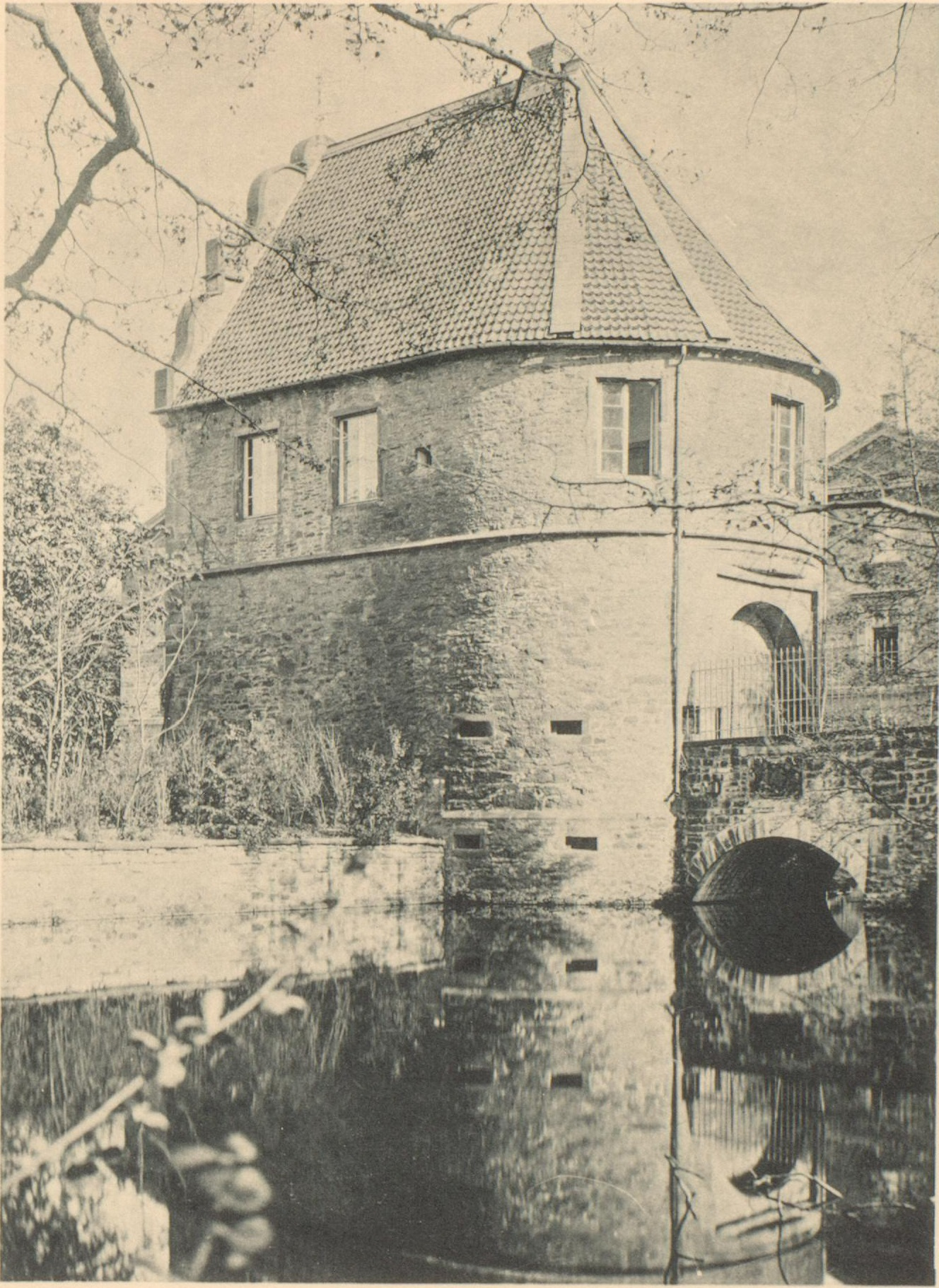
Vue latérale de la guérite, derrière laquelle se trouve le pignon classique de la maison principale, vers 1890

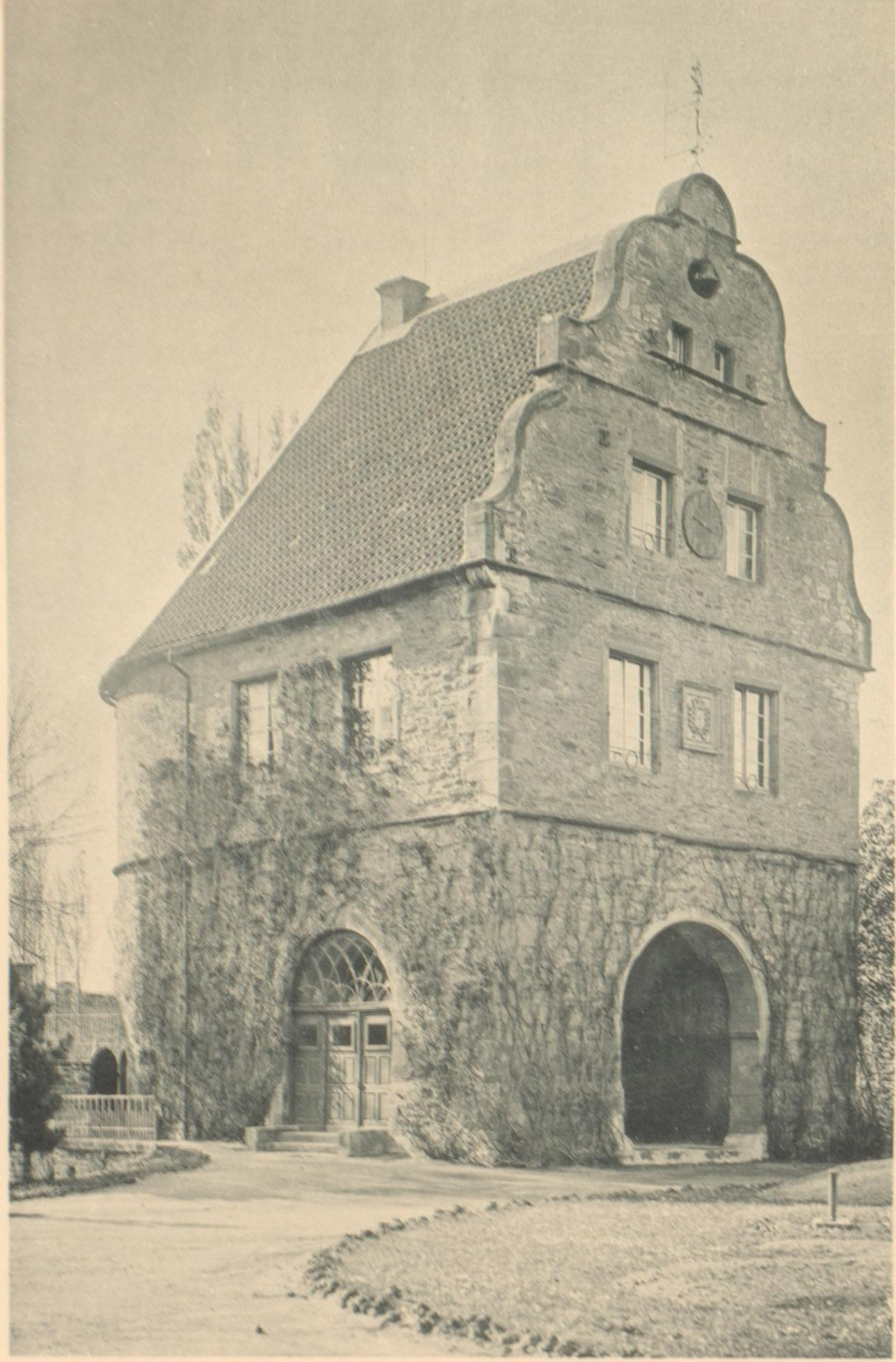
La façade vers 1890

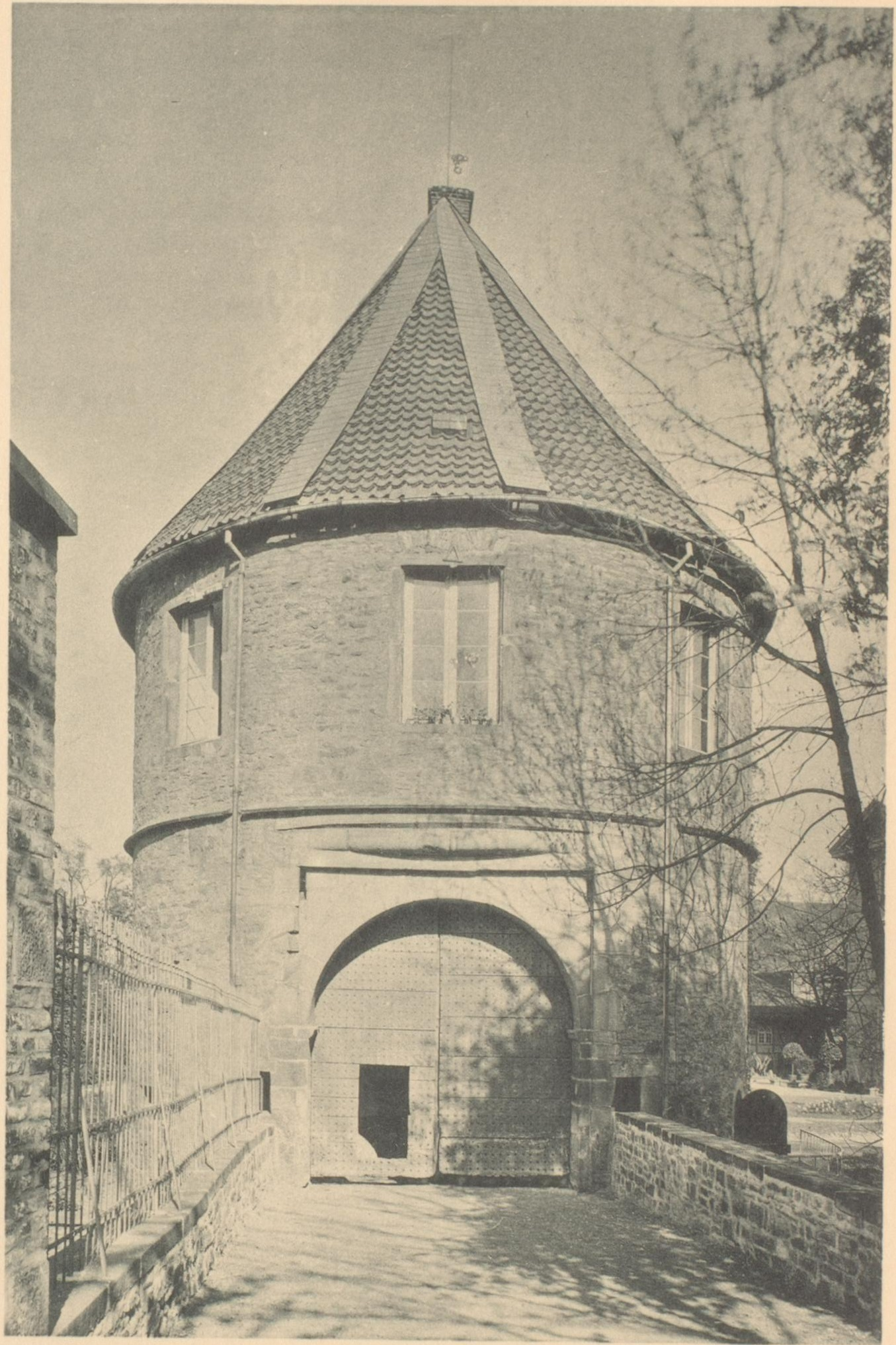
L'arrière vers 1890

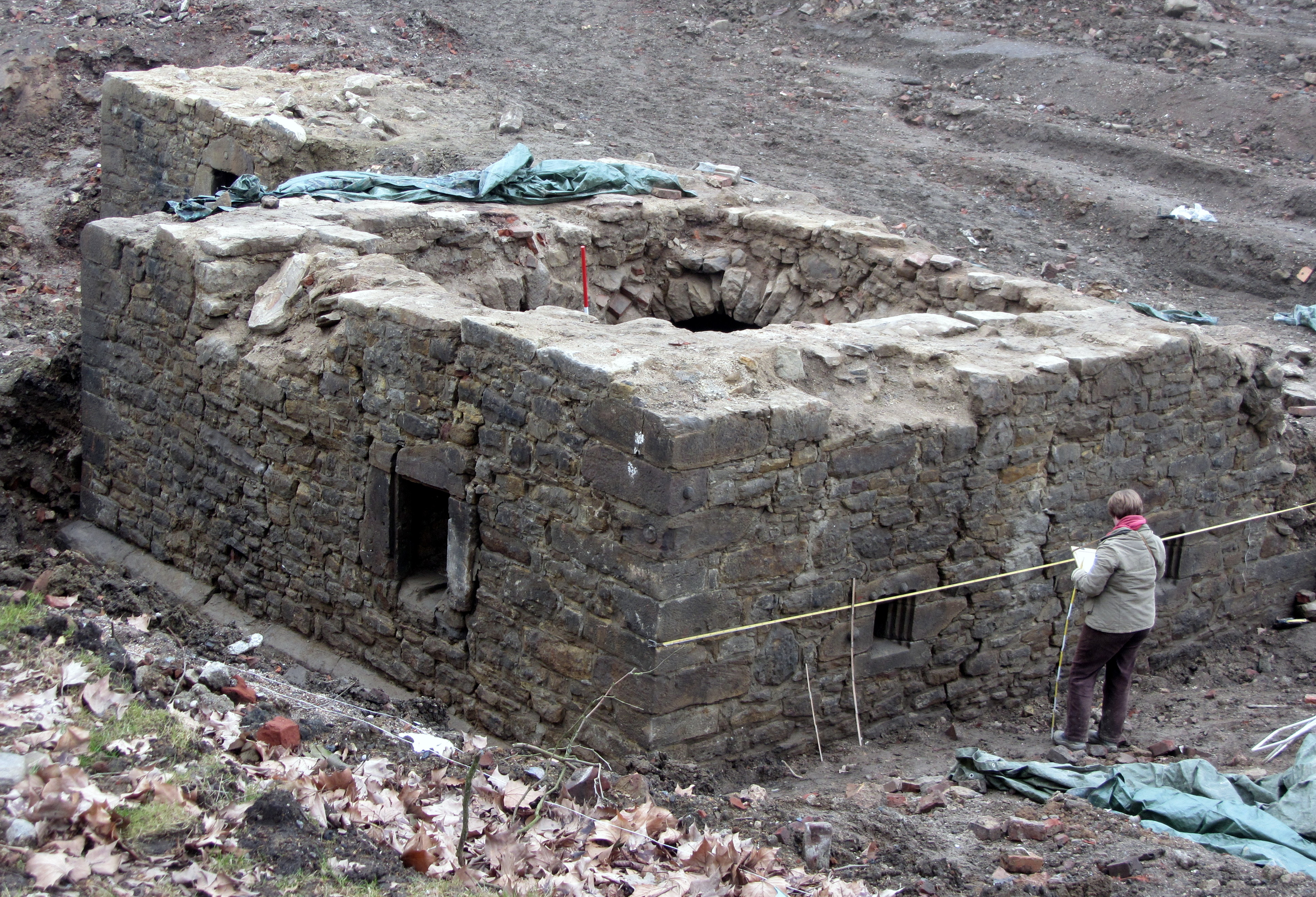
Fouilles des ruines en 2012

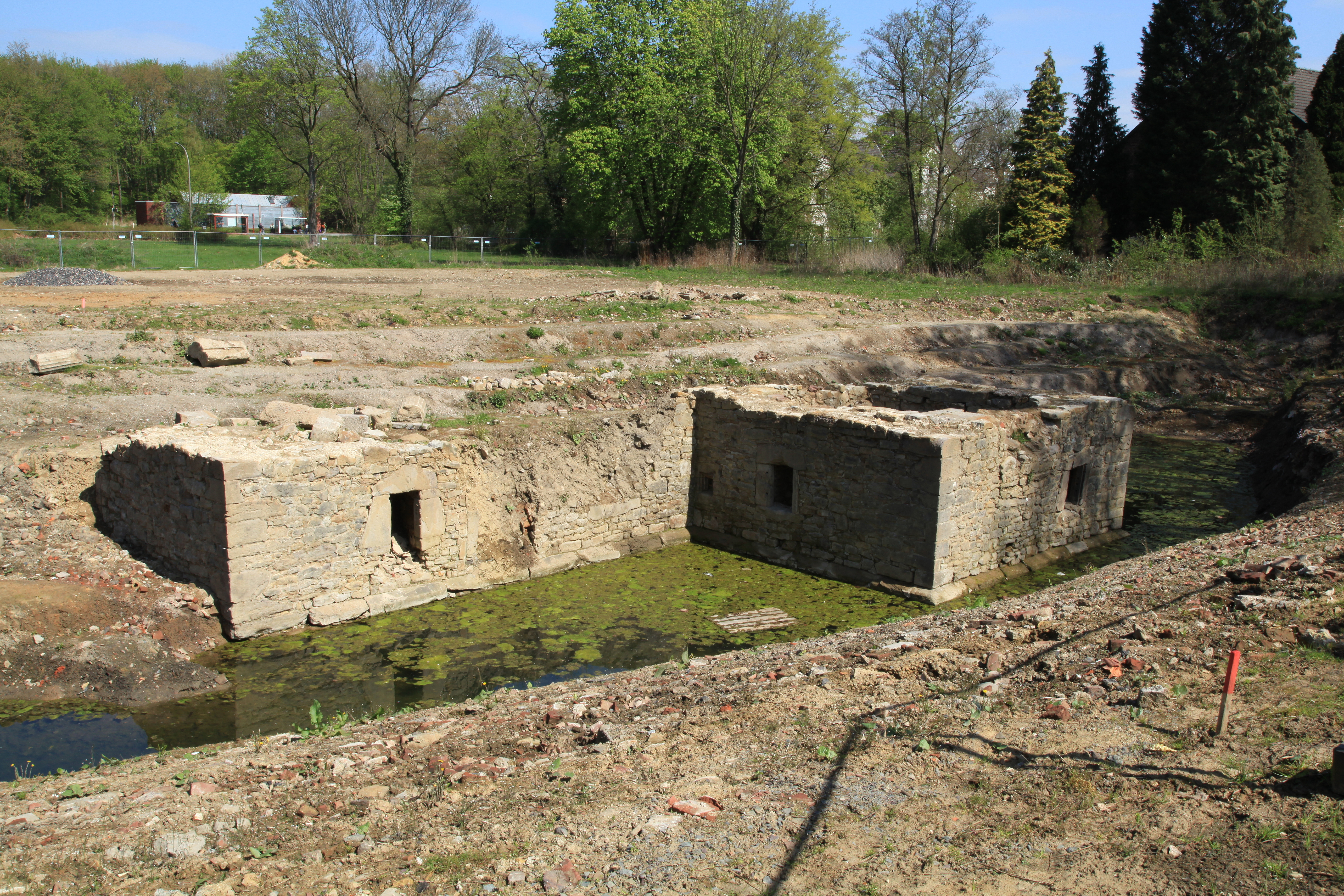
Douves exposées 2013

Construite en 1681, la porte du château d'eau, appelée aujourd'hui parc de la guérite Romberg, est fortement endommagée pendant la Seconde Guerre mondiale et restaurée de 1957 à 1959 sous la direction des ingénieurs Bernhard von Glisczynski (de) et F. H. Sonnenschein. Depuis 1968, il est utilisé comme galerie d'art municipale proposant des expositions temporaires et des concerts. Des mariages dits ambiants y sont également possibles. Il est situé à l'entrée nord du parc Romberg (de). La guérite de Brünninghausen est inscrite comme monument sur la liste des monuments de la ville de Dortmund (de).
D'autres preuves survivantes du château comprennent des parties des douves du château et de la cave à glace, qui risque maintenant de s'effondrer et était utilisée pour refroidir le vin et la nourriture. Une initiative citoyenne milite pour la préservation de la cour de ferme du château, y compris la structure du bâtiment historique, qui a grand besoin de rénovation. Les bâtiments, vieux d'environ 200 ans, ne sont pas soumis à la protection des monuments. Le chantier économique – également appelé manoir de Brünninghausen – abrite, entre autres, une brasserie dans laquelle on brassait de la bière pour l'usage personnel des Romberg. L'hôtel Rombergpark est situé sur le domaine jusqu'en 2002. À côté se trouve l'école de commerce Wihoga pour l'hôtellerie et la restauration, qui emménage en 2007 dans un nouveau bâtiment en face. Les bâtiments préfabriqués de l'hôtel Rombergpark et du Wihoga sont démolis en 2008. Le site, qui comprend l'ancien dépôt de Brünninghausen ainsi que l'ancienne cour de ferme du château, doit être polyvalent. La création d'une clinique privée (2000) ou d'un centre de bien-être avec hôtel (2011) échoue : un groupe d'investisseurs de Dortmund projette actuellement un hôtel/pension et un restaurant comprenant une brasserie. Une brasserie et un restaurant sont prévus dans l'ancienne écurie du manoir, et de nouveaux bâtiments pour l'administration, les services et la formation sont prévus dans la zone du bâtiment du manoir Est.
Le 4 mars 2011, un bâtiment de ferme vide, probablement la dernière partie de l'ancien domaine initialement conservé à côté de la guérite, brûle
Lors des travaux de réaménagement du ruisseau Schondelle (de), en octobre 2011, les murs d'un immeuble de plan 6 m ×6 m et les restes d'une voûte ainsi qu'un mur à l'ouest sont découverts, qui sont identifiés d'après des dessins du cadastre original de 1827 et des photographies de 1930 comme étant la maison sud du château avec la tour adjacente du château de 1560/71 et les vestiges d'un complexe de château encore plus ancien suggèrent cette zone. Dès le 15 décembre 2011, les murs sont exposés. Les découvertes sont classées comme dignes de protection. La zone est intégrée au ruisseau de la Schondelle renaturée